# Kromgult

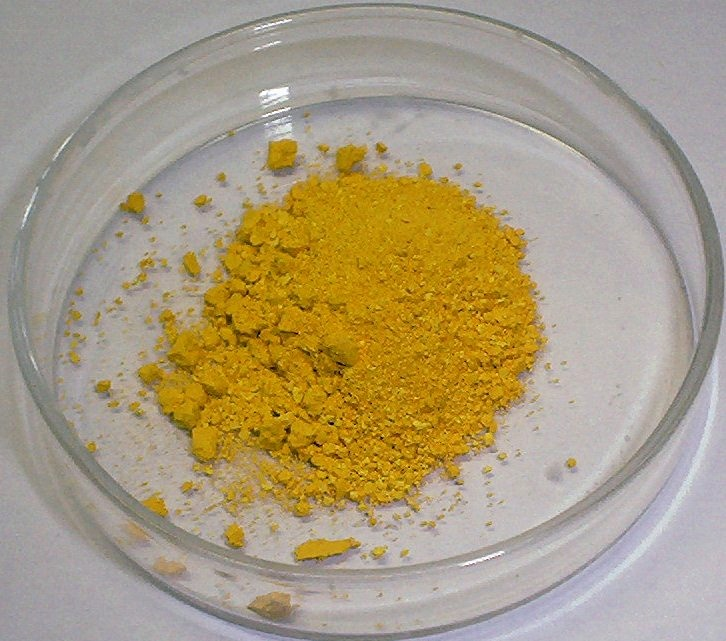
Kromgult,
C.I. Pigment Yellow 34

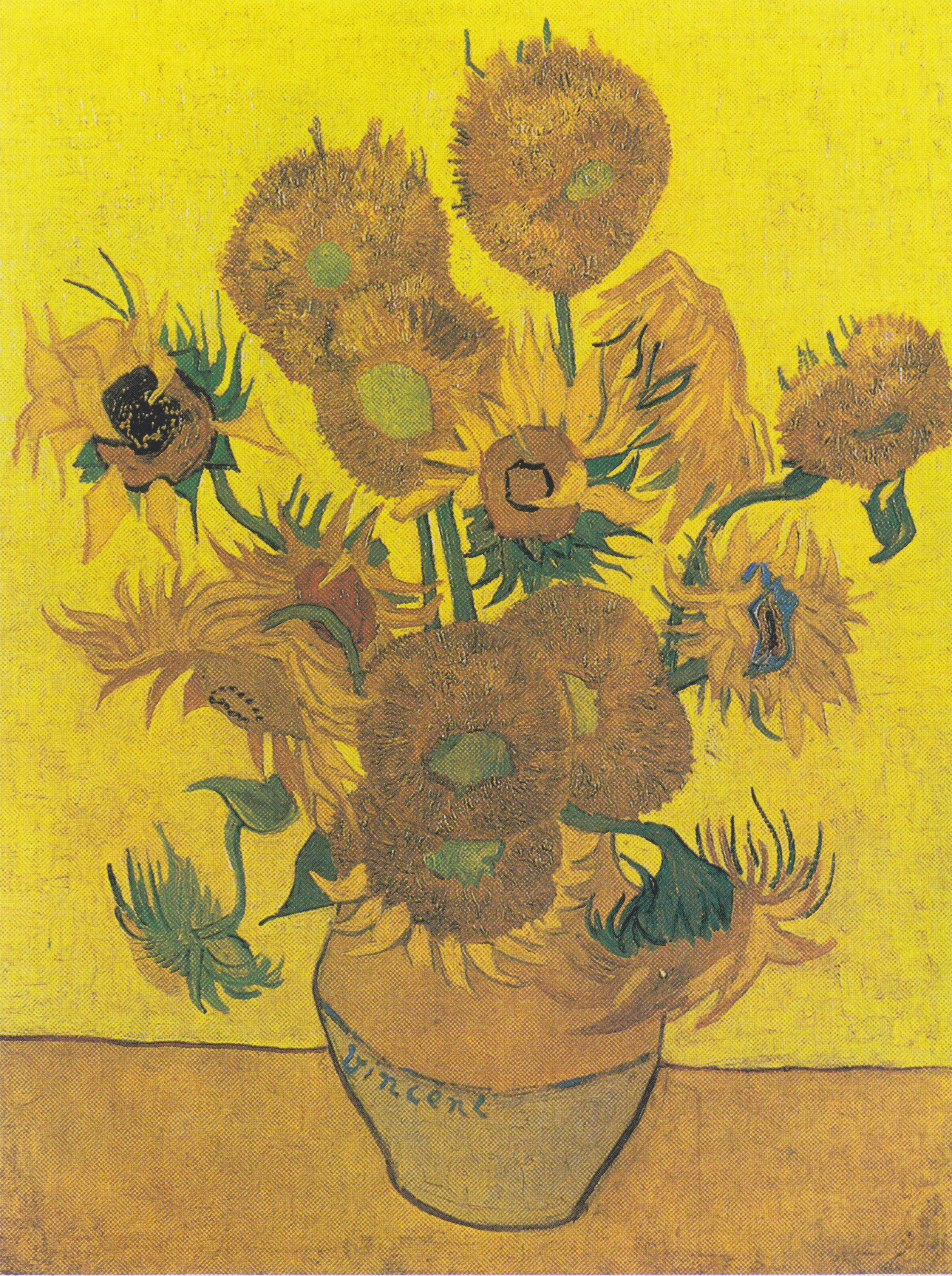
Fjorton solrosor i en vas, 1889.
Vincent van Gogh använde mycket kromgult i sina solrosstilleben.

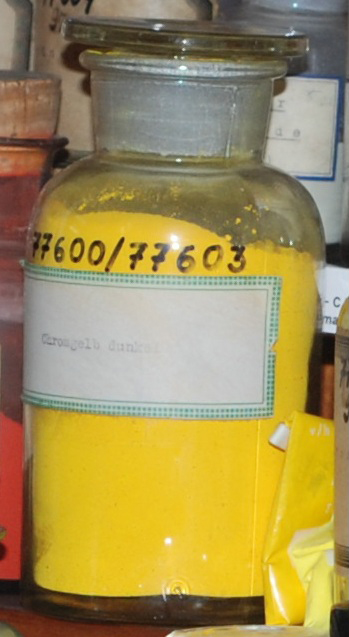
Kromgult

Kromgult, PbCrO4, eller blykromat (även kallat kromsyrat bly och kromsyrad blyoxid ), är ett gult pigment, som tillverkades första gången av den franska kemisten Louis Vauquelin 1809. Det var det första av de pigment som började framställas och användas efter att grundämnet krom, som fått sitt namn av det latinska chroma (färg), hade upptäckts år 1797. I den internationella pigmentdatabasen Colour Index har kromgult beteckningen Pigment Yellow 34 och nummer 77600 och 77603. Liksom andra blyhaltiga pigment är det giftigt och har idag mycket begränsad användning.

## Framställning och egenskaper
Blykromat finns naturligt i form av det orange-röda mineralet krokoit
Blykromat framställs genom att ett lösligt blysalt fälls ut med en lösning av natrium- eller kaliumbikromat. Förr användes vanligen blyacetat men idag är det vanligare att utgå från blynitrat.
Genom att göra fällningen på olika sätt, med mer eller mindre utspädda lösningar och under olika omrörningar, kan en mängd olika nyanser erhållas, alltifrån halmgult till mycket varmt gult. Vid tillverkning av mycket ljusa nyanser måste dock bikromatet blandas med något svavelsyra, där utfällning av vitt blysulfat medverkar till färgnyansen. Denna ljusare typ av kromgult benämns i Colour Index PY 34:1 och CI 77603:1.
Färgen, i synnerhet de ljusa nyanserna, har dålig ljusäkthet. Kromgult angrips också lätt av luft som innehåller svavelväte, och mörknar då genom bildning av svart svavelbly (PbS). Vid inverkan av alkalier ändras den gula färgen till orange genom omvandling till basiskt blykromat, Pb2CrO4(OH)2, som även det använts som pigment under namnet kromorange. Detta kan i sin tur användas för framställning av kromrött, Pb2OCrO4. Både kromorange och kromrött är relativt ljusäkta och tål alkalier, men svärtas liksom kromgult av svavelhaltig luft.

## Användning
Under det tidiga 1800-talet blev kromgult snabbt mycket vanligt i oljefärg, både i konst- och byggnadsmåleri, men på grund av sin alkalikänslighet kan det inte användas i kalkfärg. Det har också använts för att glasera keramik i orange och korallröda färger. Blandningar av kromgult och andra pigment har marknadsförts under egna namn: Kromockra är en blandning av kromgult och ockra, och kromgrönt är en blandning av kromgult och berlinerblått.
På grund av sin giftighet och dåliga hållbarhet ersattes kromgult gradvis av andra pigment, till en början exempelvis kadmiumgult och så småningom nya organiska pigment.
Sedan 1989 finns inom Sveff, Sveriges Färgfabrikanters Förening,  en överenskommelse att inte använda blykromathaltiga pigment i sina produkter, och den europeiska organisationen för färgbranschen, CEPE, har sedan 2004 en liknande överenskommelse om att fasa ut blyföreningar. Sveriges riksdag beslutade 2001 att nyproducerade varor så långt möjligt skulle vara fria från bly senast år 2010.  Under 2015 har den europeiska kemikaliemyndigheten ECHA rekommenderat EU-kommissionen att fortsätta tillåta användningen av blykromat, vilket har lett till gemensamma protestuttalanden från Naturskyddsföreningen, Sveff och den svenska regeringen.